# Рифмабит
Рифмабит — український хіп-хоп гурт з Харкова, створений на початку 2000-х років. Відомий енергійними треками, що поєднували класичний реп з елементами R&B, та хітом «Леді», який став культовим для місцевої молоді.

## Історія
Гурт було засновано близько 2004 року харківськими музикантами Валерієм Sirius Фроловим та Кирилом. На ранньому етапі вони створили локальний хіт «Леді», який активно розповсюджувався через мобільні телефони та став «вірусним». 
У 2008 році учасники «Рифмабит» разом із іншими харківськими виконавцями (Кадимом, Cris, Местом) заснували об'єднання Omerta Family, де Sirius продовжив кар'єру як бітмейкер. Проте гурт не припинив існування — у 2014 році вийшов міні-альбом «Выход Обратно», що поєднував вінтажні біти з електронними елементами.

## Стиль і творчість
Для «Рифмабит» були характерні:
- Енергійне звучання: поєднання брейкбітів, синтезаторних мелодій та агресивного речитативу.
- Соціальна тематика: тексти часто торкалися проблем молоді та міської реальності.
- Експерименти: у пізній період гурт інтегрував елементи електроніки, що виділяло їх на тлі інших харківських колективів.

## Дискографія
- Сингли:
  - «Леді» (2000-ні) — дебютний хіт, що став символом раннього харківського хіп-хопу.

- Міні-альбоми:
  - «Выход Обратно» (2014) — остання робота, яка отримала схвальні відгуки за «гіпнотичний речитатив» та кінематографічні аранжування.

## Вплив
- Гурт став частиною хвилі харківського андеграунду, яка згодом переросла у рух Omerta Family — одне з найвпливовіших об'єднань українського хіп-хопу.
- Творчість «Рифмабит» згадується в контексті розвитку регіональних музичних сцен України.

## Цікаві факти
- Деякі інструментали з альбому «Выход Обратно» використовувалися іншими виконавцями об'єднання Omerta Family.